# Ctenomys roigi
Ctenomys roigi is een zoogdier uit de familie van de kamratten (Ctenomyidae). De wetenschappelijke naam van de soort werd voor het eerst geldig gepubliceerd door Contreras in 1988.

## Voorkomen
De soort komt voor in Argentinië.